# Hoplocampoides
Hoplocampoides är ett släkte av steklar som beskrevs av Eduard Enslin 1914. Hoplocampoides ingår i familjen bladsteklar.
Släktet innehåller bara arten Hoplocampoides xylostei.